# Ameliella
Ameliella is een geslacht van korstmossen dat behoort tot orde Lecanoraceae. De typesoort is Ameliella andreaeicola.

## Soorten
Volgens Index Fungorum bevat het geslacht uit twee soorten (peildatum februari 2024):
| Soortnaam              | Auteur(s)        | Publicatiejaar |
| ---------------------- | ---------------- | -------------- |
| Ameliella andreaeicola | Fryday & Coppins | 2008           |
| Ameliella grisea       | Fryday & Coppins | 2008           |